# Graf (teorie grafů)

Základní pojmy teorie grafů

Graf je základním objektem teorie grafů. Jedná se o reprezentaci množiny objektů, u které chceme znázornit, že některé prvky jsou propojeny. Objektům se přiřadí vrcholy a jejich propojení značí hrany mezi nimi. Významově se tak překrývá s pojmem binární relace, o grafech se ale mluví hlavně v kontextu relací nad konečnými množinami. Grafy slouží jako abstrakce mnoha různých problémů. Často se jedná o zjednodušený model nějaké skutečné sítě (například dopravní), který zdůrazňuje topologické vlastnosti objektů (vrcholů) a zanedbává geometrické vlastnosti, například přesnou polohu. Může jít ale o v podstatě jakékoliv dobře definované vztahy mezi objekty, například na sociální síti můžeme studovat graf uživatelů (vrcholy) a jejich vzájemná propojení (hrany).

## Definice
Nejobecněji můžeme orientovaný graf definovat jako trojici {\displaystyle G=(V,E,\epsilon )}, kde {\displaystyle V} je množina vrcholů (někdy také uzlů), {\displaystyle E} je množina hran a zobrazení {\displaystyle \epsilon :E\to V^{2}} určuje incidenci hran. (tj. {\displaystyle \epsilon (e)=(u,v)} znamená, že hrana {\displaystyle e} vede z vrcholu {\displaystyle u} do vrcholu {\displaystyle v}.) Tato definice umožňuje existenci paralelních hran (tj. takových hran {\displaystyle e_{1},e_{2}} které mají stejný počáteční i koncový vrchol, tedy {\displaystyle \epsilon (e_{1})=\epsilon (e_{2})}.) Pokud v grafu paralelní hrany nejsou, (tj. zobrazení {\displaystyle \epsilon } je prosté), o grafu říkáme, že je prostý. Prosté grafy jsou v aplikacích běžné a tato vlastnost se často implicitně předpokládá a proto se často uvádí rovnou specializovaná definice, kdy graf definujeme jen jako dvojici {\displaystyle G=(V,E)}, kde {\displaystyle E\subseteq V^{2}}, tedy hrany identifikujeme přímo s dvojicemi vrcholů.
Neorientovaný graf můžeme definovat analogicky, s tím rozdílem, že zobrazení incidence je {\displaystyle \epsilon :E\to \{\{u,v\}|u,v\in V\}}. Tedy u hrany nezáleží na pořadí vrcholů. Pro prosté neorientované grafy můžeme opět definici specializovat na {\displaystyle G=(V,E)}, kde {\displaystyle E\subseteq \{\{u,v\}|u,v\in V\}}. Množina {\displaystyle E} (resp. obor hodnot {\displaystyle \epsilon }) je množinou jedno (pokud {\displaystyle u=v}) a dvouprvkových množin vrcholů, tzv. (neorientovaných) hran. Jednoprvková množina v tomto případě značí smyčku. V aplikacích můžeme chtít uvažovat jen na grafy bez smyček a tedy se omezit pouze na dvouprvkové množiny odpovídající hranám.
Ekvivalentně můžeme pro neorientovaný graf použít definici pro orientovaný graf a vyžadovat vlastnost, že pro každou dvojici vrcholů {\displaystyle u,v} je počet hran z {\displaystyle u} do {\displaystyle v} stejný jako počet hran z {\displaystyle v} do {\displaystyle u}, tedy {\displaystyle \left|\{e|\epsilon (e)=(u,v)\}\right|=\left|\{e|\epsilon (e)=(v,u)\}\right|} respektive pro prosté grafy jednodušeji: {\displaystyle (u,v)\in E\iff (v,u)\in E}. Pokud o grafech uvažujeme jako o relacích, neorientované grafy v tomto pojetí odpovídají symetrickým relacím.

## Varianty
- Grafu, který obsahuje smyčky, tj. hrany, které začínají i končí ve stejném vrcholu se někdy říká pseudograf. V aplikacích se běžně smyčky neuvažují.
- Pro definici grafu s paralelními hranami můžeme místo použití zobrazení incidence {\displaystyle \epsilon } ekvivalentně uvažovat o {\displaystyle E} jako o multimnožině. Graf s více hranami mezi týmiž vrcholy se také říká multigraf a paralelním (rovnoběžným) hranám se říká multihrany
- Zobecněním grafu takovým, že hrany nemusí obsahovat právě dva vrcholy, je hypergraf.

## Okolí vrcholu

### Sousedství
Pokud jsou dva vrcholy spojeny hranou, říká se, že spolu sousedí. Všechny vrcholy, se kterými daný vrchol v sousedí, jsou jeho sousedství nebo okolí N(v). {\displaystyle N(v)=\{u:\{v,u\}\in E\}}

### Stupeň
Stupeň vrcholu deg(v) je velikost jeho sousedství. V případě orientovaných grafů se rozlišuje vstupní stupeň deg+(v), počet hran, které vcházejí do vrcholu v, a výstupní stupeň deg−(v), počet hran, které vychází z vrcholu v.
{\displaystyle deg(v)=|\{u:\{v,u\}\in E\}|}
{\displaystyle deg^{+}(v)=|\{u:(u,v)\in E\}|}
{\displaystyle deg^{-}(v)=|\{u:(v,u)\in E\}|}

### Regularita
Graf je  k-regulární, pokud mají všechny jeho vrcholy stupeň právě k.

### Skóre
Skóre grafu je multimnožina stupňů všech vrcholů.

### Princip sudosti
Platí rovnost {\displaystyle 2|E|=\sum _{v\in V}deg(v)}, neboť každá hrana přispěje k sumě právě hodnotou 2.

### Speciální stupně grafu
Často se používají hodnoty minimálního a maximálního stupně přes všechny vrcholy, minimální stupeň {\displaystyle \delta (G)}, maximální stupeň {\displaystyle \Delta (G)} a průměrný stupeň {\displaystyle deg_{avg}(G)={\frac {\sum _{v\in V}deg(v)}{|V|}}={\frac {2|E|}{|V|}}}.

## Podgrafy a minory

### Odebrání hrany
Pokud e je hrana grafu G, G-e označuje graf na stejné množině vrcholů s množinou hran {\displaystyle E(G)\setminus {e}}. (graf pak neobsahuje hranu e)

### Odebrání vrcholu
Pokud v je vrchol grafu G, G-v označuje graf na množině vrcholů {\displaystyle V(G)\setminus {v}} a jeho množina hran se liší od původní tím, že neobsahuje hrany vrcholu v, tedy {\displaystyle E(G-v)=E(G)\cap {V(G)\setminus {v} \choose 2}}.

### Podgraf
Graf G je podgraf grafu G’, pokud může vzniknout z G’ odebráním nějakých vrcholů a hran.

### Indukovaný podgraf
Graf G je indukovaný podgraf grafu G’, pokud může vzniknout z G’ odebráním nějakých vrcholů.

### Kontrakce hrany
Pokud e={u,v} je hrana grafu G, G.e označuje graf, který vznikne z G odstraněním e a identifikací vrcholů u a v. Pokud má vzniknout obyčejný graf, požaduje se odstranění násobných hran a smyček, které mohly vzniknout.

### Minor
Graf G je minor grafu G’, pokud může vzniknout z G’ odebráním nějakých vrcholů a hran a kontrakcí hran.

## Sledy, tahy, cesty

### Sled
Sled v grafu je posloupnost vrcholů taková, že mezi každými dvěma po sobě jdoucími je hrana.

### Tah
Tah v grafu je sled, ve kterém se neopakují hrany.

### Cesta
Cesta je sled, ve kterém se neopakují vrcholy, tedy každý vrchol se v cestě objevuje nejvýše jednou. Existuje-li mezi dvěma vrcholy sled v grafu, existuje mezi nimi i cesta (protože každý úsek mezi dvěma výskyty stejného vrcholu se dá „vystřihnout“).
Na všechny tyto pojmy se dá také nahlížet jako na podgraf.

## Souvislost
Graf je souvislý, pokud mezi každými dvěma vrcholy existuje cesta. V případě orientovaných grafů se mluví o silné souvislosti, pokud mezi každými dvěma vrcholy v obou směrech existuje cesta respektující orientaci.

### Komponenta souvislosti
Komponenta souvislosti je každý v inkluzi maximální souvislý podgraf. Souvislé grafy jsou právě ty, co mají pouze jednu komponentu souvislosti. U orientovaných grafů se navíc rozlišují silně souvislé komponenty.

## Důležité typy grafů
- Strom
- Cesta
- Kružnice
- Úplný graf
- Bipartitní graf

## Reprezentace grafu
- „obrázkem“, správně řečeno nakreslením: viz rovinný graf
- maticí sousednosti: je-li |V| = n, pak čtvercová matice sousednosti A je typu {\displaystyle \{0,1\}^{n\times n}} a platí {\displaystyle {\mathit {A}}_{i,j}=1\Leftrightarrow \{i,j\}\in {\mathit {E}}}. Pokud je graf neorientovaný, stačí na jeho reprezentaci (horní nebo dolní) trojúhelníková matice.
- maticí vzdálenosti: jsou-li hrany grafu ohodnocené, lze výše uvedenou matici modifikovat tak, že místo jedničky je na daném pozici uvedeno ohodnocení (délka) příslušné hrany
- Laplaceovou maticí: opět čtvercová matice, tentokrát typu {\displaystyle \mathbb {Z} ^{n\times n}}, pro niž platí

{\displaystyle ({\mathit {L}}_{G})_{i,j}={\begin{cases}deg(i),&i=j\\-1,&\{i,j\}\in {\mathit {E}}\\0,&i\neq j\;\land \{i,j\}\notin {\mathit {E}}\end{cases}}}
- maticí incidence: je-li |V| = n a |E| = m, pak matice incidence je typu {\displaystyle \{-1,0,+1\}^{n\times m}} a platí

{\displaystyle ({\mathit {I}}_{G})_{i,e}={\begin{cases}-1,&e=(i,\bullet )\\+1,&e=(\bullet ,i)\\0,&{\mbox{jinak}}\end{cases}}}
Jinými slovy, každá hrana má 1 u vrcholu kde začíná a -1 u vrcholu kde končí. U neorientovaných grafů je vždy +1 když je hrana v incidenci s vrcholem.
Pro neorientovaný graf:

Pro orientovaný graf:

- seznamem sousedů: je-li |V| = n, uspořádáme vrcholy grafu do pole velikosti n a v i-tém prvku tohoto pole bude ukazatel na spojový seznam vrcholů, které s vrcholem i sousedí. Toto uspořádání je vhodné při množství údajů menším než n^2. Tj. při ostře menším počtu hran než n^2, kde n je počet vrcholů. Jedná se o tzv. řídké grafy, kterých je v prostředí sítí nejvíce.

## Izomorfismus grafů
Grafy G a G’ jsou izomorfní právě tehdy, když existuje taková bijekce {\displaystyle f:V(G)\to V(G')}, že platí {\displaystyle \{{\mathit {i,j}}\}\in E(G)\Leftrightarrow \{{\mathit {f(i),f(j)}}\}\in E(G')}.
Tedy zhruba řečeno, G a G' se liší pouze „očíslováním“ svých vrcholů.

## Ohodnocení grafu
Pro některé účely se vrcholy nebo hrany grafu ohodnocují, například reálnými čísly, pomocí ohodnocovací funkce {\displaystyle w:E\rightarrow \mathbb {R} } nebo {\displaystyle V\rightarrow \mathbb {R} }. Tomuto ohodnocení hran také říkáme vážení.